# احمد موسی (بازیکن فوتبال)
احمد موسی (انگلیسی: Ahmed Musa؛ زاده ۱۴ اکتبر ۱۹۹۲) بازیکن فوتبال در پست و پر سرعت مهاجم اهل نیجریه است.

## باشگاهی
وی در باشگاه‌های فنلو، زسکا مسکو، لستر سیتی، زسکا مسکو و النصر سابقه حضور دارد.

## تیم ملی
وی همچنین در تیم ملی فوتبال نیجریه بازی کرده‌است.